# كبريتيد الساماريوم
 كبريتيد الساماريوم الثلاثي  (بالإنجليزية:  Samarium(III) sulfide)‏ مركب كيميائي له الصيغة Sm2S3، ويكون على شكل بلورات حمراء بنية.

## الخواص
يوجد نمطان للبنية البلورية لمركب كبريتيد الساماريوم الثلاثي النمط ألفا Sm2S3-α وهو يتبع النظام البلوري المعيني القائم وتكون ثوابت الشبكة البلورية كالتالي: a = 7:383، b= 15.375، c = 3:974 أنغستروم. أما النمط غاما γ - Sm2S3 فله بنية مكعبة a = 8.44 أنغستروم.

## التحضير
يمكن لمركب كبريتيد الساماريوم الثلاثي أن يحضر عن طريق معالجة ثيوسيانات الأريلات مع 2.3 مكافئ من يوديد الساماريوم الثنائي حيث يتشكل الناتج كمركب وسيط، يمكن عزله عن طريق عدة كواشف محبة للإلكترونات.

## كبريتيد الساماريوم الثنائي
وهو كبريتيد لفلز الساماريوم الثنائي، رقم الأكسدة له +2، له الصيغة SmS وهو نادر وصعب التحضير لأن فلز الساماريوم يفضل درجة الأكسدة +3 في مركباته. لذلك يحضر SmS بطريقة خاصة تدعى الطريقة السيراميكية، حيث يسخن فيها جسمين صلبين إلى درجات حرارة مرتفعة نسبياً، بحدوث التفاعل بينهما نحصل على الناتج.
للحصول على كبريتيد الساماريوم الثنائي يخلط مزيج من مسحوق فلز الساماريوم مع مسحوق الكبريت في آتية من زجاج الكوارتز مفرغة من الهواء، وتسخن إلى 1000 كلفن. بعد الحصول على الناتج يفتت بحذر ويودع ضمن أنبوب مغلق من التانتالوم ويسخن إلى 2300°س.